# Yakushi-ji
Le Yakushi-ji (薬師寺) est un temple situé dans la partie sud-ouest de la ville de Nara. C'est le temple principal de la secte Hossô, la plus ancienne secte bouddhiste du Japon. Il est dédié au bouddha de la médecine : Yakushi Nyorai.
Le temple a été inscrit au patrimoine mondial en 1998 avec plusieurs autres temples de Nara (dont le Tōdai-ji, le Kōfuku-ji et le Kasuga-taisha).

## Histoire du temple

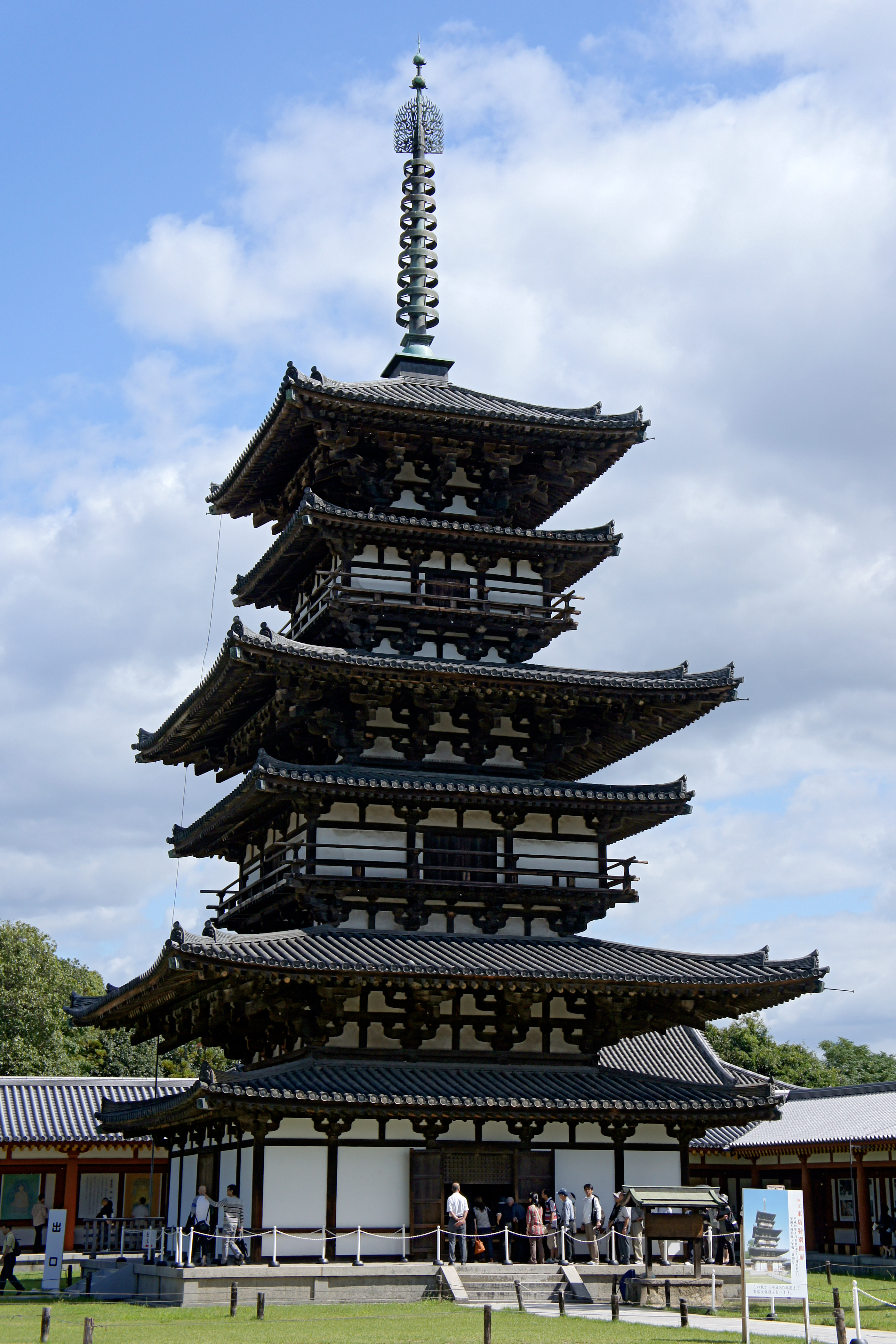
Pagode est.

À la fin du VIIe siècle, l'érection du temple Yakushi-ji est planifiée par l'empereur Temmu pour prier pour la guérison de l'impératrice gravement malade. L'empereur meurt cependant avant que le temple soit terminé et c'est finalement sous le règne de son impératrice, qui accède au trône sous le nom de Jitô, que le temple sera achevé à Asuka. La cérémonie de consécration a lieu en 697.
En 710, la capitale déménage d'Asuka vers Nara et le temple Yakushi-ji est alors déplacé en 718 vers son site actuel.
En 2015, lors d'importants travaux de rénovation à la pagode de l'est (tôtô), on a trouvé quatre monnaies wadōkaichin du VIIIe siècle, qui avaient sans doute été enterrées lors d'un rite de purification lors de la construction de la tour.
Le temple est endommagé plusieurs fois par des incendies, des guerres et des désastres naturels, les plus grands dégâts étant causés par la guerre civile en 1528. Aujourd'hui, il ne reste que la pagode de l'est et des trésors comme la triade Yakushi pour rappeler la grandeur du temple à ses origines.

## Les bâtiments
- Le pavillon principal (kondô, « salle d'or ») : il a été reconstruit conformément à l'original en 1976, en remplacement du bâtiment temporaire datant de 1600. Il contient des trésors comme la triade Yakushi (vers 719-729, période Hakuhô).
- La pagode de l'est (tôtô) : elle a miraculeusement survécu à l'incendie de 1528. C'est le seul bâtiment original qui a perduré. Elle se démarque par sa structure donnant l'impression d'être en six étages mais étant en fait constituée de trois étages véritables et trois étages intermédiaires (mokoshi).

En 2011, la tour a été démantelée ; les travaux pour la remonter ont commencé en janvier 2017 et devraient s'achever en juin 2020. En 2014, des fouilles archéologiques entreprises lors de ces travaux de restauration ont mis au jour les fondations de la tour ; à l'origine, la structure faisait 13,3 m (E-O) sur 13,4 m (N-S); maintenant, elle fait 14.6 sur 14,7 m, après trois phases d'agrandissement. Les fondations étaient constituées de vingt-cinq couches de terre aplaties et durcies à coup de pilons.
- La pagode de l'ouest (sai-tô) : c'est une reconstruction datant de 1980, l'originale ayant été détruite par le feu en 1528.
- Le Tô-in-dô datant de 1285 est le plus ancien pavillon zen du Japon.
- Le kôdô (salle réservée aux sermons et réunions de religieux) est reconstruit en 1852.

## Galerie

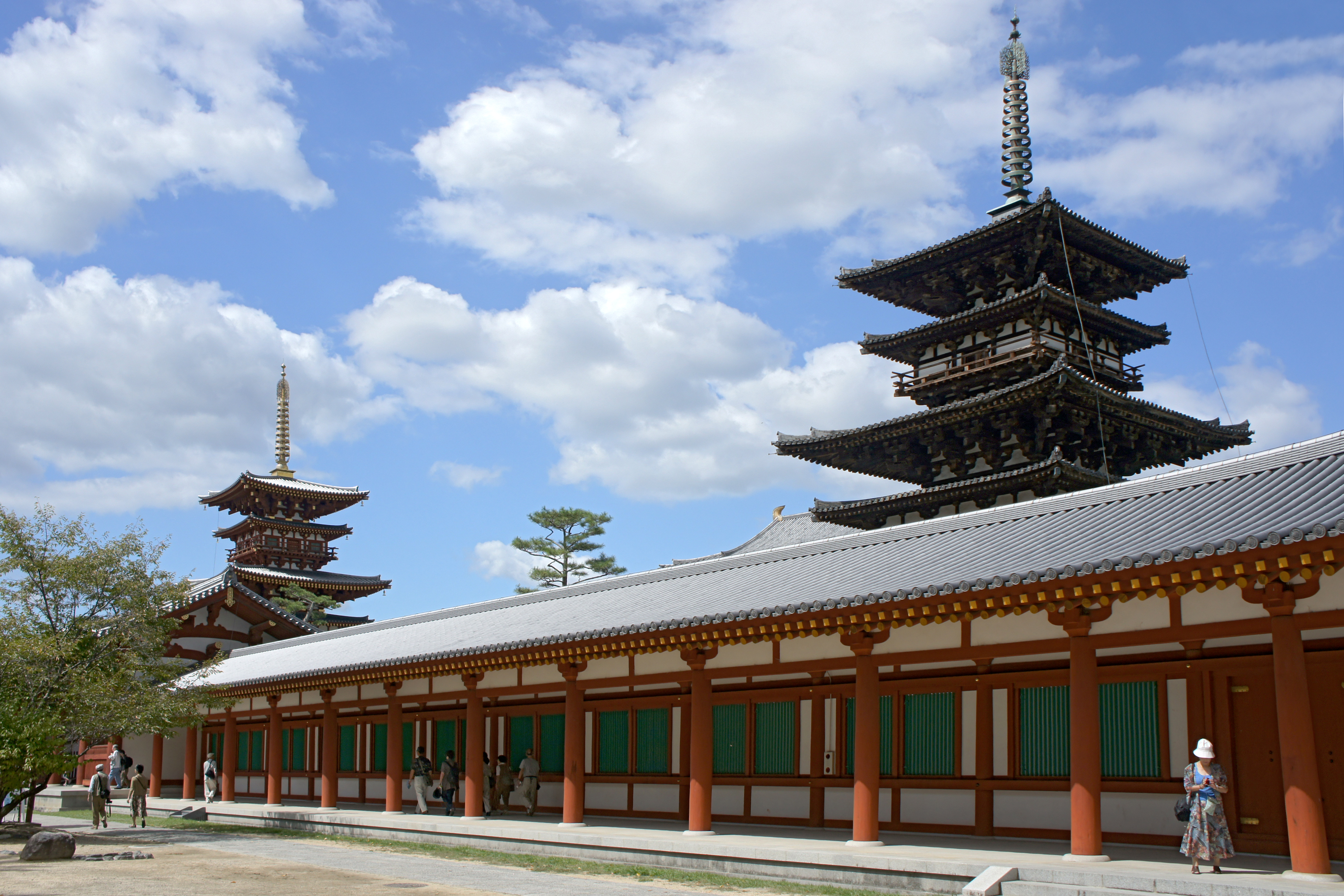
Deux pagodes.
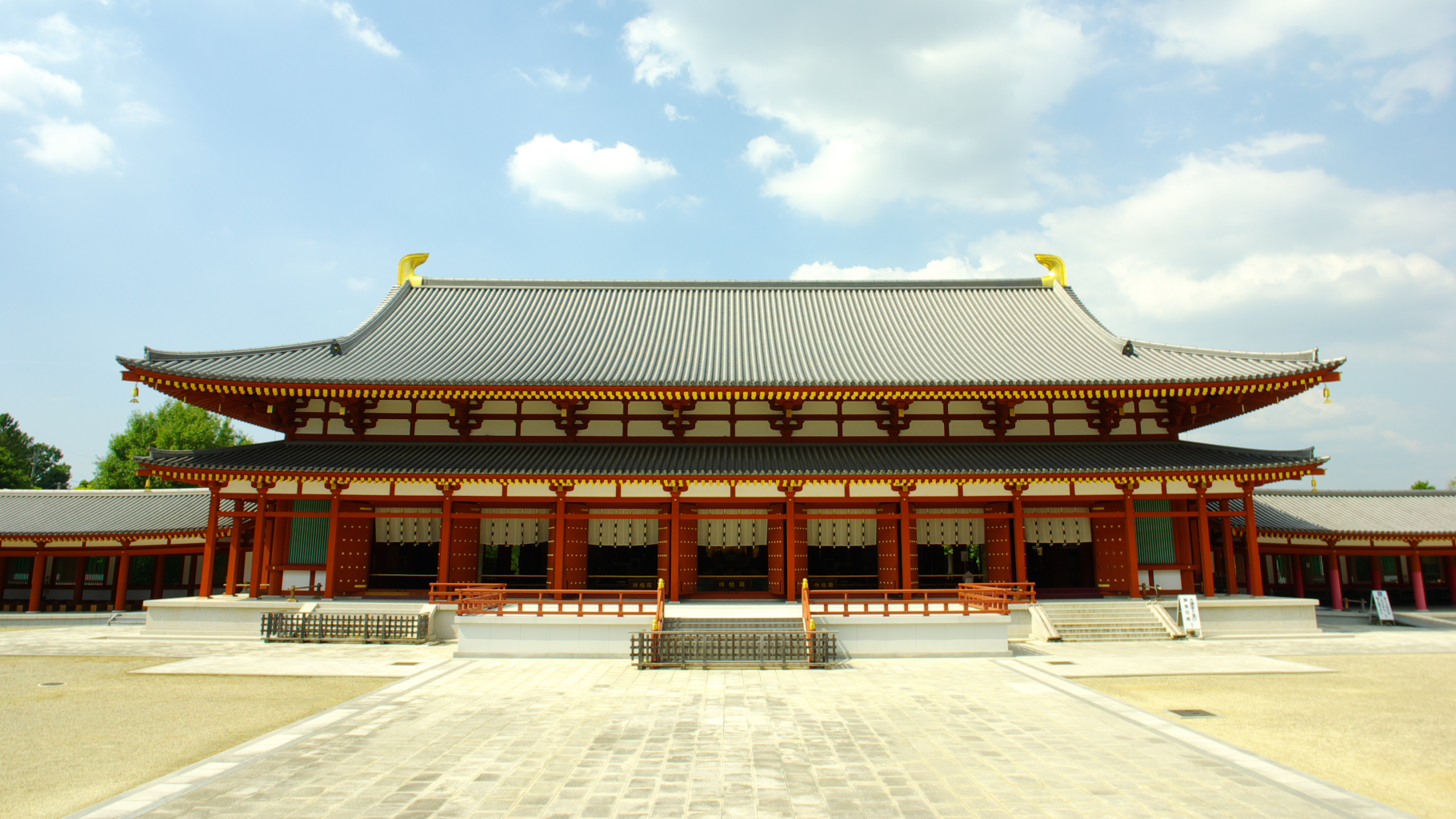
Daikodô.
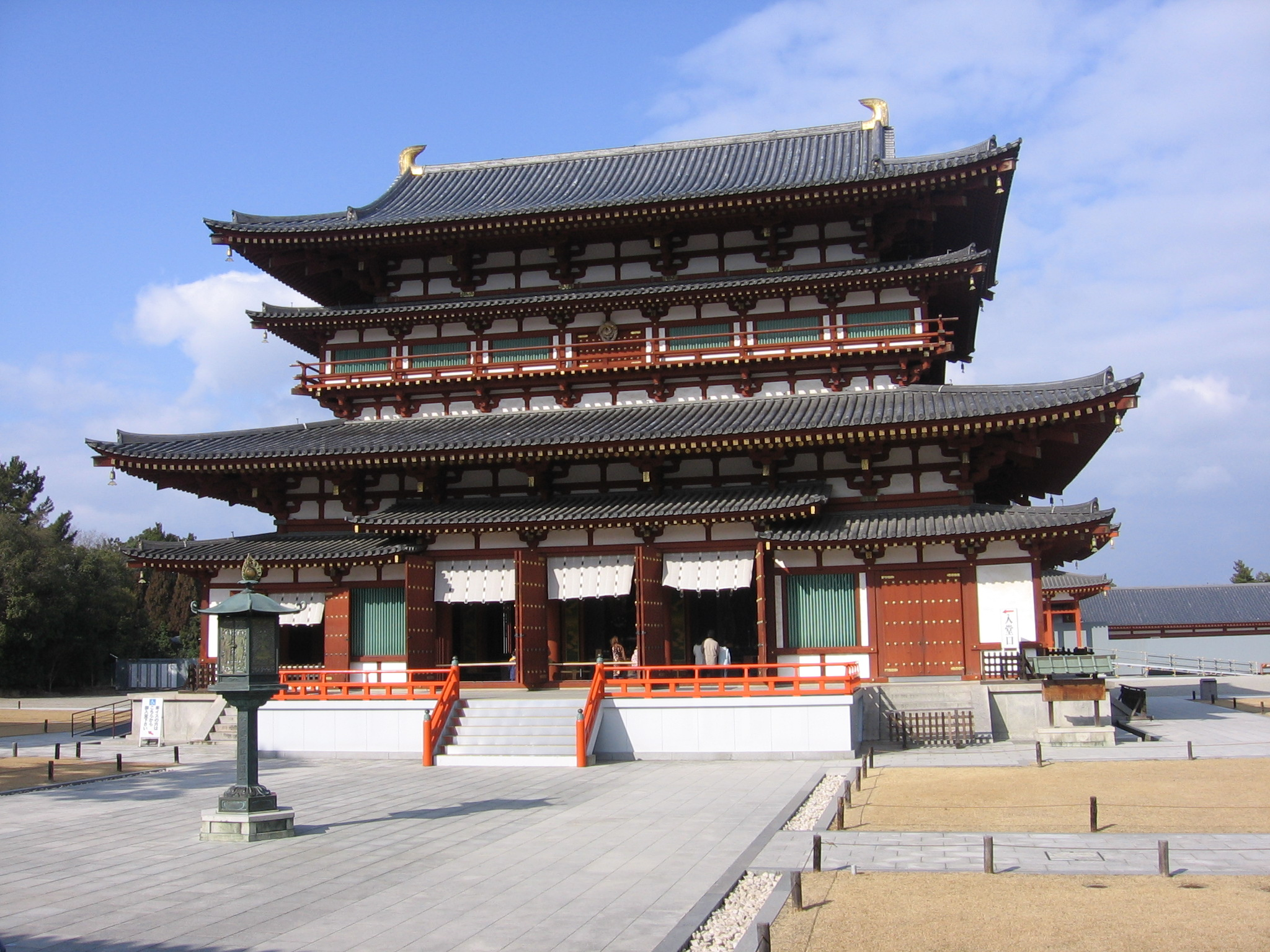
Le pavillon principal (kondô).
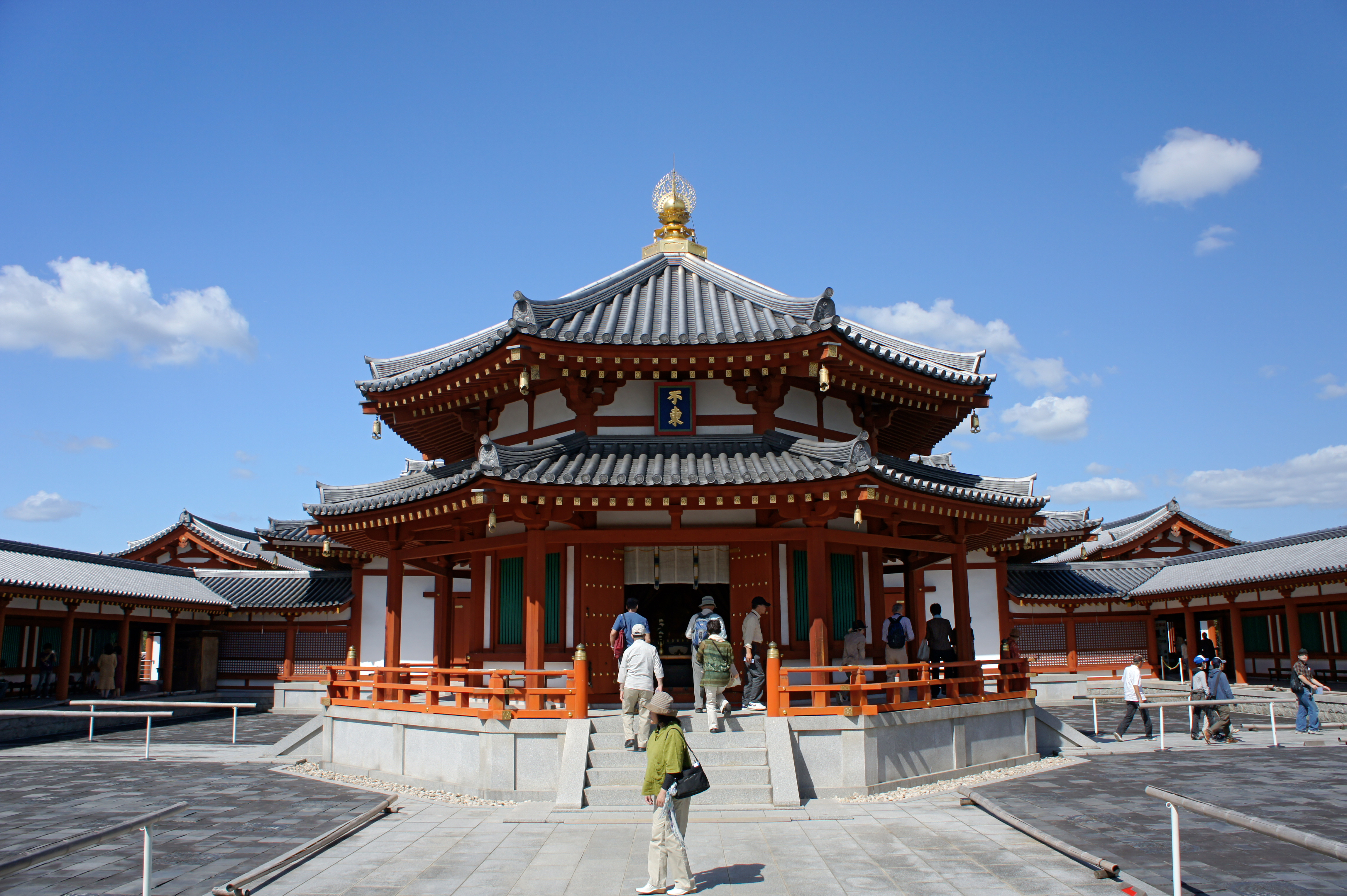
Pagode Genjo.
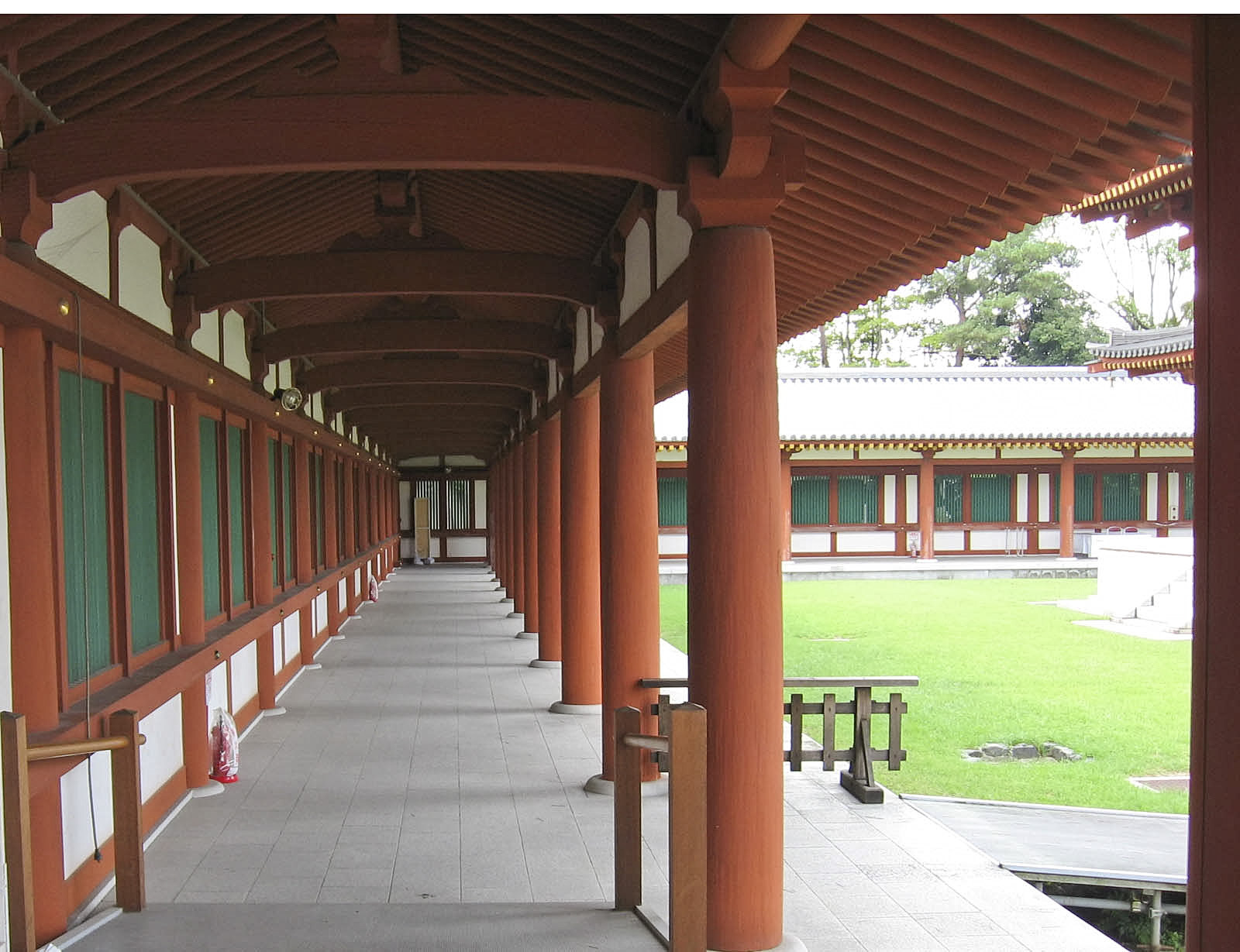
Cloître.
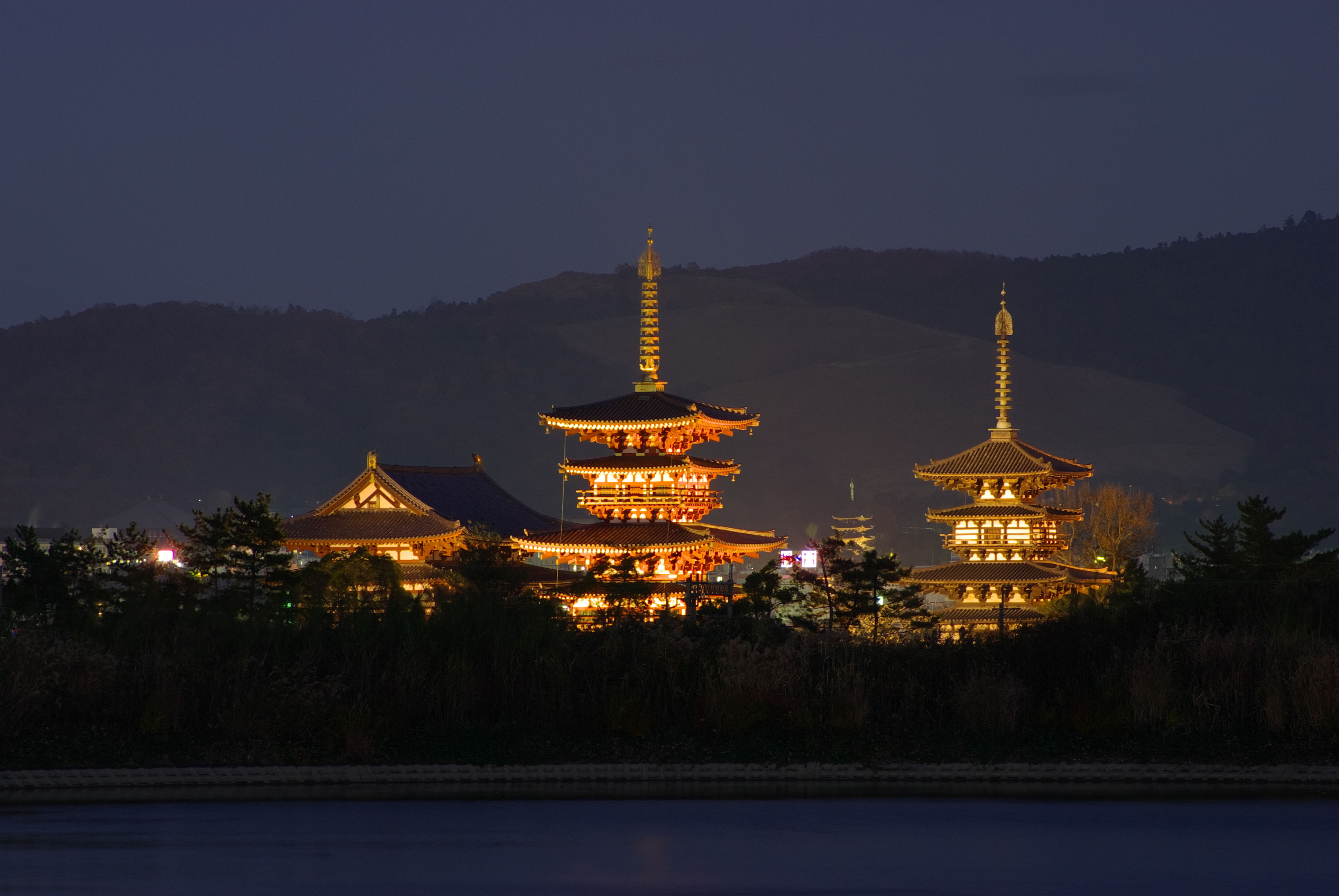
Vue de nuit.